# Vulgar Ghost Daydream
Vulgar Ghost Daydream (低俗霊DAYDREAM, Teizokurei Daydream) ou Daydream Ghost Talker, como é conhecido nos EUA. É um mangá shōnen escrito por Saki Okuse e ilustrado por Sankichi Meguro, situado no Japão moderno. Há 10 volumes no total, e da série também foi adaptado quatro episódio OVAs. A versão em inglês lançado pela Geneon mudou o título para Daydream Ghost Talker, que não é uma tradução direta do título formal do manga.
A protagonista é uma albina virgem chamada Saiki Misaki e que possui três empregos, nenhum dos quais ela se encontra particularmente feliz. Em um ela é uma dominatrix de um clube BDSM, no outro colunista para uma revista porno e por fim trabalha como funcionária pública no Grupo de Preservação dos Meios de Subsistência como uma necromante capaz de perceber e de se comunicar com fantasmas, por vezes, permitindo-lhes falar por ela com os vivos. Seu trabalho do governo geralmente implica exorcismo. Misaki considera a sua posição de serviço civil xamânica ainda mais espalhafatoso e menos respeitável do que o seu trabalho sexual.
Há três personagens principais, pelo menos, um dos quais aparece em cada capítulo, com excepção do capítulo 16  "Mão do homem morto". A fim de introdução são eles: Saiki Misaki, Mitsuru e Souichirou.
O título japonês traduz como teizoku = vulgar + rei = fantasma. No entanto, há um trocadilho com a palavra rei, que também pode se referir a um companheiro. Em outras palavras, pode ser dito como Fantasma Vulgar ou Companheiro Vulgar. Misaki Saiki é realmente uma companheira vulgar disputando com fantasmas vulgares.